# Flagge Südafrikas (1928–1994)
Die Flagge Südafrikas (1928–1994) wurde anfangs von der Südafrikanischen Union (1928–1961) und danach von der Republik Südafrika (bis 1994) verwendet. Sie war bis 1990 auch in Südwestafrika (heutiges Namibia) in Verwendung, da das Gebiet unter südafrikanischer Mandatsverwaltung stand. Die Flagge basiert auf der Prinsenvlag und zeigte als Miniaturflaggen den Union Jack, die Flagge des Oranje-Freistaates und die Flagge der Südafrikanischen Republik (der „Vierfarb“ von Transvaal) in der Mitte. Die Flagge war aufgrund ihrer Farbgebung auch als Oranje, Blanje, Blou (Afrikaans für: „Orange, Weiß, Blau“) bekannt.
Der Flaggenentwurf wurde 1928 vom Parlament der Südafrikanischen Union unter der Mehrheitsregierung der Buren angenommen. 1948 versuchte die Nasionale Party nach ihrem Wahlsieg bei der Parlamentswahl vergeblich, das Flaggendesign zu verändern und die Flagge, die sie „Blutfleck“ nannten (gemeint war der Union Jack), zu entfernen. Nach der Ausrufung der Republik 1961 blieb sie die Flagge Südafrikas, obwohl das Land das Commonwealth of Nations verließ. 1968 schlug Premierminister Balthazar Johannes Vorster vor, dass Südafrika zum zehnten Jahrestag der Republik 1971 eine neue Flagge annehmen solle. Vorsters Idee erhielt im Unterhaus jedoch keine Unterstützung und so blieb die Flagge unverändert. Dementsprechend wurde sie auch in den Jahren der Apartheid verwendet und trägt daher den Beinamen „Apartheidsflagge“. Mit der Interimsverfassung und den Verhandlungen zur Beendigung der Apartheid wurde sie 1994 durch die heutige Flagge Südafrikas ersetzt.
Nach der Ersetzung der Flagge 1994 bleibt die Flagge von 1928 in Südafrika umstritten, da einige Menschen sie als „historisch“ und als ein Symbol des Erbes der Buren betrachten, während andere sie als ein Symbol der Apartheid und der „weißen Vorherrschaft“ ansehen. 2019 urteilte der Equality Court, dass die öffentliche Verwendung der Flagge fortan als hate speech (Hassrede) klassifiziert werde und Ausnahmen lediglich für ihre Verwendung im Sinne von „journalistischen, bildungstechnischen und künstlerischen Darstellungen“ erlaubt bleiben.

## Annahme der Flagge

Die Red Ensign Südafrikas wurde bis 1928 als inoffizielle de facto Flagge Südafrikas verwendet; bis in die 1950er Jahre blieb sie als Handelsflagge zur See in Verwendung

Die Flagge mit einem helleren „Solway“-Blau, wie es 1982 von der südafrikanischen Regierung festgelegt wurde

Vor dem 31. Mai 1928 war der Union Jack die einzige offizielle Flagge Südafrikas, da Südafrika ein Teil des Britischen Weltreiches war. Die Red Ensign Südafrikas wurde als inoffizielle Flagge verwendet. 1925 nahm die Intensität der öffentlichen Debatte über die Annahme einer neuen Flagge zu, da viele Nachfahren der Buren den Union Jack im Nachwirken des Zweiten Burenkrieges als unangemessen empfanden. 1926 gestand der Balfour-Bericht Südafrika gesetzgebende Autonomie zu, was die Annahme einer neuen Flagge ermöglichte. Britische Südafrikaner wollten den Union Jack auch in der neuen Flagge Südafrikas als Teil des Britischen Weltreiches beibehalten, was die Buren wiederum ablehnten. Es konnte ein Kompromiss erzielt werden, wonach die neue Flagge auf der Prinsenvlag basierte, der ersten in Südafrika gehissten Flagge, mit dem Union Jack, der Flagge des Oranje-Freistaates und der Flagge der Südafrikanischen Republik im Mittelteil. Der Union Jack wurde in der neuen Flagge kleiner und mit der Flaggenmastseite rechts dargestellt, so dass er die beiden anderen Flaggen nicht dominierte. Der damalige südafrikanische Innenminister, Daniel François Malan, bezeichnete die Anordnung der Miniaturflaggen als „Schorf, … der eines Tages abfallen“ werde. Da sowohl die Flagge des Oranje-Freistaats als auch die Flagge der Südafrikanischen Republik die Flagge der Niederlande umfassten und der Union Jack sich aus den Flaggen Englands, Schottlands und Irlands zusammensetzt, zeigte die südafrikanischen Flagge gleich fünffach eine Flagge in einer Flagge in einer Flagge.
1927 nahm die Parlamentsmehrheit der Buren das Union Nationality and Flag Act an, laut dem der Union Jack und die neue Flagge Südafrikas gleichwertig als neue Flagge Südafrikas verwendet werden sollten. Das Gesetz trat 1928 in Kraft, als beide Flaggen am Parlamentsgebäude in Kapstadt und den Union Buildings in Pretoria gehisst wurden. Der gleichberechtigte Status beider Flaggen endete mit der Annahme der Gesetzesänderung am Union Nationality and Flag Act 1957, wonach die Flagge Südafrikas die einzige offizielle Flagge war. Gleichzeitig war nun „Die Stem van Suid-Afrika“ die einzige Nationalhymne Südafrikas, nachdem „God Save the Queen“ seinen offiziellen Status in Südafrika verloren hatte.
Mit der Ausrufung der Republik 1961 wurde die Flagge weiterhin verwendet. Der Stimmenmehrheit der Buren missfiel der Union Jack innerhalb der Flagge Südafrikas. Wiederholt forderten sie dessen Entfernung von der Flagge oder seine Ersetzung durch eine andere Flagge; bis 1968 unternahm die Nasionale Party dahingehend jedoch keine Schritte. Balthazar Johannes Vorster beauftragte in dem Jahr eine Kommission mit dem Entwurf einer neuen Flagge zum zehnten Jahrestag der Republik, jedoch gab es keine weiteren Bemühungen in diese Richtung. Die Flagge wurde während der täglichen Flaggenzeremonien an Schulen von Buren mit Respekt behandelt. Die Flagge wurde ebenfalls bei der Vereidigung des Staatspräsidenten verwendet.
Der Flagge wurde auch eine Ode gewidmet, „Vlaglied“, geschrieben von C. J. Langenhoven und komponiert von F.J. Joubert.
Als Folge von Abweichungen im Herstellungsprozess zeigten viele Flaggen ein dunkleres Blau, wie jenes im Union Jack, da viele Flaggen anfänglich im Vereinigten Königreich hergestellt wurden. Wegen dieser Inkonsistenz legte die südafrikanische Regierung 1982 fest, dass „Solway“-Blau, ein helleres Blau, wie es ursprünglich vorgesehen war, verwendet werden solle.
Die Flagge wurde an Fahnenmasten der Regierungs- und Verwaltungsdienststellen, der Armeestandorte, des Gefängnisdienstes und der Polizei gehisst. 1994 wurde die alte Flagge Südafrikas an diesen Fahnenmasten eingeholt und die neue Flagge Südafrikas an ihrer statt gehisst.

## Ablehnung

Die Flagge Südafrikas seit 1994

Trotz der Herkunft der Flagge und ihrer Einführung 20 Jahre vor der Regierungsübernahme der Nasionale Party wird die Flagge vor allem mit dem Apartheidsregime verknüpft. Oppositionelle Bewegungen wie Black Sash und Umkhonto we Sizwe protestierten mit eigenen Symbolen gegen diese Flagge. Sie wurde dabei von Fahnenmasten entfernt und durch die verbotene Flagge des African National Congress (ANC) ersetzt. Bei Protesten gegen die Apartheid kam es auch zu öffentlichen Flaggenverbrennungen, was als das extremste Zeichen von Missachtung gegenüber einer Flagge gilt.
Nach seiner Vereidigung als Staatspräsident 1989 hob Frederik Willem de Klerk die Verbotsbestimmungen zum ANC auf und entließ am 11. Februar 1990 Nelson Mandela aus der Haft. De Klerk begann mit Mandelas ANC und anderen Organisationen Gespräche zur Beendigung der Apartheid. Eine der Bedingungen des ANC dabei war es, dass die öffentliche Verwendung der Flagge Südafrikas allmählich abnehme, da viele schwarze Südafrikaner diese mit der Apartheid und dem Afrikanernationalismus assoziieren.
Die Verhandlungen führten zum Referendum in Südafrika 1992, in dem die Wähler mehrheitlich für die Beendigung der Apartheid stimmten. Das Referendum hatte auch zur Folge, dass der International Rugby Board die Südafrikanische Rugby-Union-Nationalmannschaft wieder für Test Matches zuließ. Der ANC stimmte unter der Bedingung, dass auf die Verwendung der Flagge Südafrikas verzichtet wird, zu. Vor dem „Return Test“ gegen die neuseeländische Rugby-Union-Nationalmannschaft verteilte die Konserwatiewe Party unter den mehrheitlich weißen Zuschauern die damalige Flagge als Zeichen des Widerstandes gegen den ANC. Bei den Olympischen Sommerspielen 1992 in Barcelona nahmen die südafrikanischen Athleten mit einer eigens entworfenen Flagge der South African Sports Confederation and Olympic Committee teil, obwohl viele weiße Zuschauer trotz Versuchen von Offiziellen, dies zu stoppen, die damalige Flagge verwendeten. Während des Cricket World Cups 1992, dem ersten für die südafrikanische Cricket-Nationalmannschaft und Südafrikas erste Teilnahme an einem Turnier seit dem Ende der Apartheid überhaupt, nahm man noch mit der alten Flagge Südafrikas teil.
Vor der Parlamentswahl in Südafrika 1994, der ersten demokratischen für alle Südafrikaner, erhielt der südafrikanische Staatsheraldiker Frederick Brownell den Auftrag, eine neue Flagge für Südafrika zu entwerfen, die die alte ersetzten sollte. Er entwarf eine neue Flagge, die eine Kombination der alten Flagge mit den Farben des ANC war. Der Flaggenentwurf wurde sowohl von De Klerk als auch Mandela persönlich genehmigt, bevor sie am 15. März 1994 vom Transitional Executive Council angenommen wurde.
De Klerk kündigte am 20. April 1994, sieben Tage vor der Parlamentswahl, an, dass die alte Flagge durch eine andere ersetzt werden werde. Als die alte Flagge beim Parlamentsgebäude in Kapstadt letztmals eingezogen wurde, riefen die anwesenden Passanten zustimmend: „Down! Down!“.

## Nach 1994

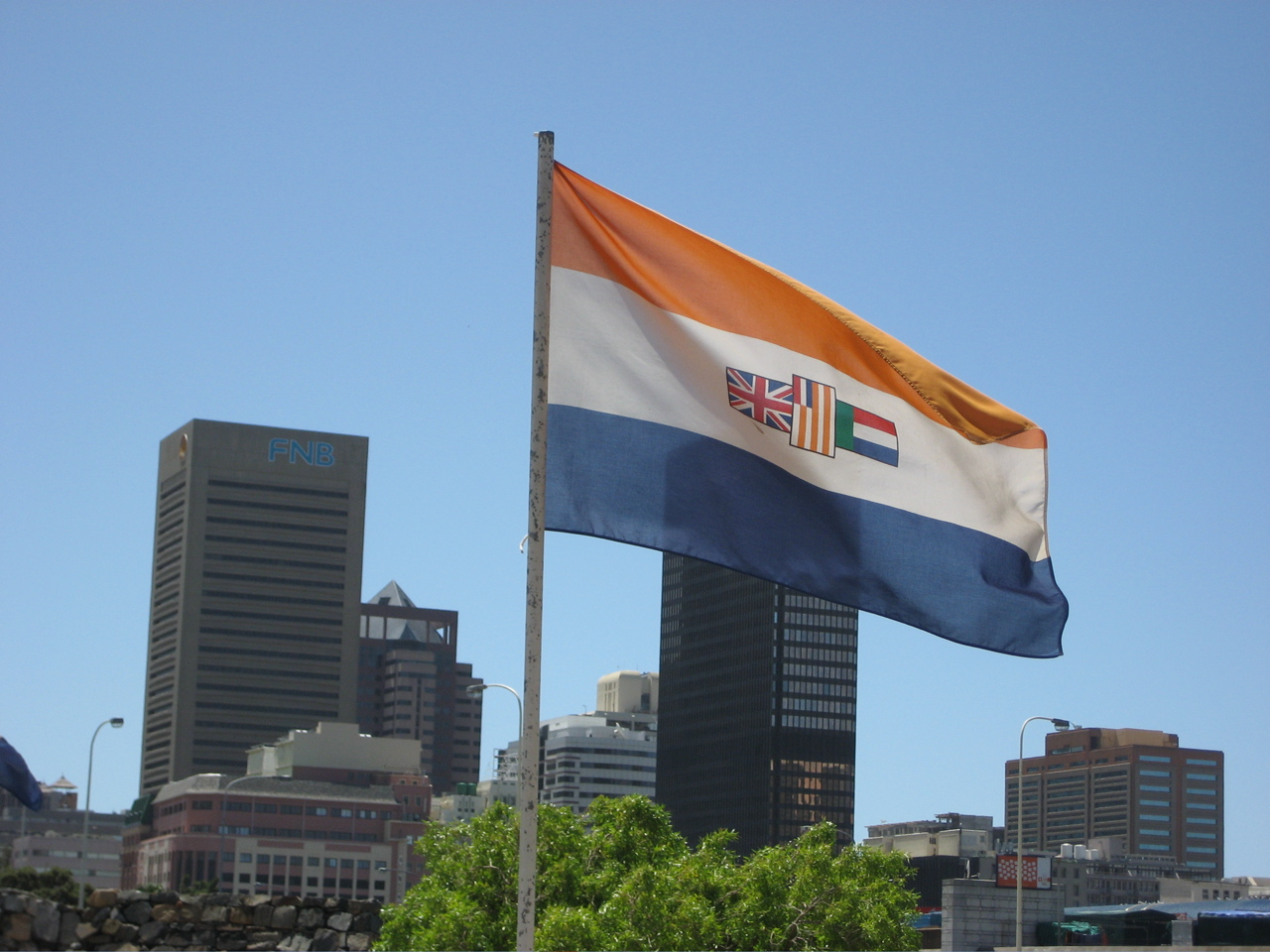
Die alte Flagge Südafrikas beim Castle of Good Hope, 2006

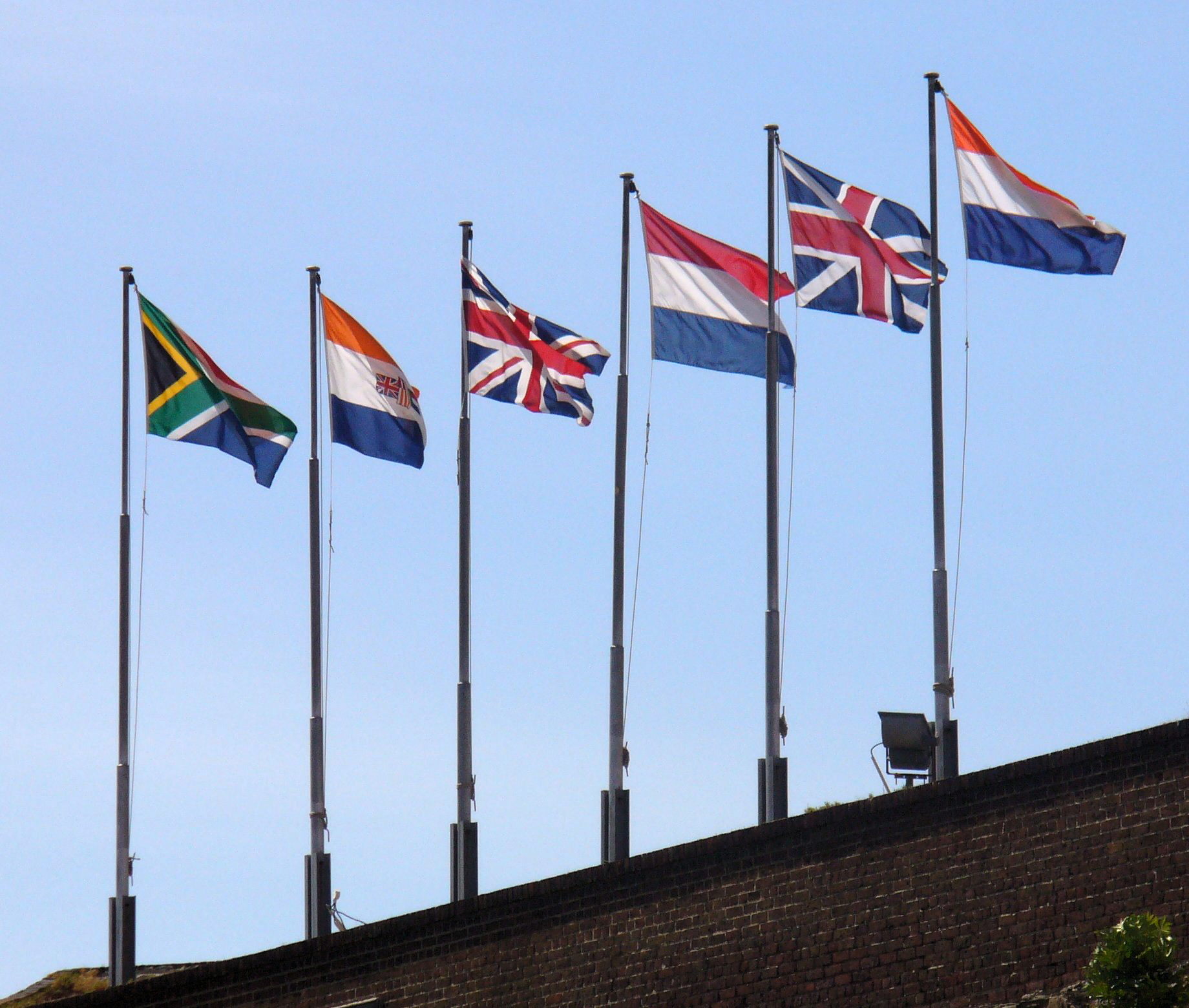
Die aktuelle und die fünf früheren Flaggen Südafrikas auf dem Castle of Good Hope (von links nach rechts; die Flaggen wurden inzwischen entfernt): die heutige Flagge Südafrikas seit 1994, die frühere Flagge Südafrikas (1928–1994), der Union Jack (1806–1928), die Flagge der Niederlande (1803–1806), die Flagge Großbritanniens (1795–1803) und die Niederländische Prinzenflagge (1652–1795)

Nach der offiziellen Streichung der Flagge als nationales Symbol Südafrikas wird sie von einigen weißen Südafrikanern als Symbol des Erbes der Buren und ihrer Geschichte betrachtet. Viele Südafrikaner verbinden die Flagge dagegen mit der Apartheid und raten von der Verwendung ab. Trotz negativer Assoziation wurde die Flagge nach 1994 von der südafrikanischen Regierung nicht verboten und das Recht zur Verwendung der Flagge wurde laut Kapitel 2 der Verfassung Südafrikas als Recht auf Meinungsfreiheit geschützt.
Nach 1994 wurde die Flagge auch bei Demonstrationen verwendet. 2005 wurde in Louis Trichardt eine Statue von König Makhado mit den Farben der Flagge beschmiert, um gegen den Vorschlag zu protestieren, den Namen der Stadt in Makhado zu ändern. Im 21. Jahrhundert protestierten einige Südafrikaner außerdem mit der Flagge gegen das, nach ihrer Meinung, Versagen des ANC, Südafrika als Demokratie zu regieren. Im 21. Jahrhundert wurde die alte Flagge Südafrikas auch von rassistischen Gruppen wie der Afrikaner Weerstandsbeweging als „Symbol der weißen Vorherrschaft“ verwendet. Besonders nach dem Amoklauf in Charleston, South Carolina, bei dem Dylann Roof afroamerikanische Kirchenmitglieder erschoss und vor der Tat in einer Weste mit den alten Flaggen Südafrikas und Rhodesiens posierte, erhielt diese Verwendung Aufmerksamkeit. Diese Assoziation mit Rassismus und Apartheid führte zu Forderungen, die Flagge aus dem öffentlichen Raum zu entfernen. Beispielsweise wehte die Flagge noch 2015 zusammen mit der Red Ensign Kanadas und der 49-Sternenflagge der Vereinigten Staaten in Cooma, New South Wales, Australien, um südafrikanischer Arbeiter zu gedenken, die von 1949 bis 1974 am Snowy-Mountains-System beteiligt waren.
Die alte Flagge Südafrikas wehte neben dem Union Jack, der Flagge der Niederlande und der heutigen Flagge Südafrikas auf dem Castle of Good Hope in Kapstadt und veranschaulichte damit die Flaggen, die im Laufe der Geschichte Südafrikas über dem Land wehten. 1994 wurde vereinbart, dass sie als historische Referenz auf der Festung bleiben würden. 2012 wurden jedoch nach Beschwerden des ANC-Abgeordneten Nomfunelo Mabedla alle Flaggen bis auf die aktuelle von der Brüstung entfernt und im dortigen Museum untergebracht. Die Flagge wird außerdem in einigen anderen südafrikanischen Museen wie dem South African Naval Museum in Simon’s Town ausgestellt.
2008 wurde in Ghana die Flagge irrtümlich auf Plakaten verwendet, auf denen der Afrika-Cup beworben wurde, was bei einigen Südafrikanern für Empörung sorgte.
Die öffentliche Verwendung der Flagge wurde im August 2019 vom Equality Court als hate speech eingestuft und unter schweren Strafen verboten. Ausnahmen gelten bei akademischer, journalistischer und künstlerischer Verwendung. Der vorsitzende Richter Phineas Mojapelo bezeichnete eine Verwendung der Flagge als „für unsere aufkommende nicht-rassische Demokratie zerstörerisch“ und als „Beleidigung des Geistes und der Werte von Botho/Ubuntu, die zu einem Zeichen zivilisierter Interaktion im Südafrika nach der Apartheid geworden sind“.